# Mariano Carderera y Potó
Mariano Carderera y Potó (Huesca, 1 de octubre de 1816-Madrid, 15 de enero de 1893) fue un pedagogo español.

## Biografía
Dedicado al principio a la carrera eclesiástica, la Guerra Carlista impidió que prosiguiera sus estudios. Ingresó pues en la Escuela Normal de Madrid, regresando como director en 1840 como uno de los primeros maestros modernos de instrucción primaria creados en España. Se trasladó después a la Normal de Barcelona y fue nombrado para una de las plazas de inspector general que por entonces se crearon, por lo que fijó su residencia en Madrid. Fue luego jefe de negociado en el Ministerio de Fomento, ya en instrucción primaria, ya en universidades, y secretario del Consejo de Instrucción Pública.
Tradujo la segunda edición del Curso de Pedagogía o principios de educación pública para uso de los alumnos de las escuelas normales y de los maestros de Ambroise Rendu, una obra aprobada en Francia por el Consejo Real de Instrucción Pública, Tarragona, 1845.

## Obra
- Curso elemental de Pedagogía. Obra aprobada por el gobierno para servir de texto en las escuelas normales, seminarios de maestros del reino. (En colaboración de Joaquín Avendaño, séptima edición. Madrid, imprenta de D. Gregorio Hernando, 1878.
- La Pedagogía en la exposición universal de Lóndres de 1862. Madrid, imprenta de D. Victoriano Hernando, 1863.
- Principios de educación y métodos de enseñanza. Libro de texto para las escuelas normales, sexta edición. Madrid, imprenta de D. Gregorio Hernando, 1881.
- Diccionarios de educación y métodos de enseñanza. Cuatro tomos en 4.º. En publicación la tercera edición, corregida y considerablemente aumentada. Madrid, imprenta de D. Gregorio Hernando, tomo I, 1883; tomos II y III, 1884.
- Vida y obras de Pestalozzi. Madrid, imprenta de D. Victoriano Hernando, 1862.
- Guía del maestro de Instrucción primaria ó estudios morales acerca de sus disposiciones y conducta, con un apéndice sobre la educación de la mujer. Cuarta edición. Madrid, imprenta de don Gregorio Hernando, 1884.
- Apuntes sobre la educación elemental del sordo-mudo, destinados á los maestros de primera enseñanza, á los párrocos y á los padres de familia. Madrid, imprenta de D. Ramón Campuzano, 1859.
- Pedagogía práctica. Curso completo de lecciones y ejercicios para las escuelas. Madrid, imprenta de D. Gregorio Hernando. Tomo I. La enseñanza y el niño, 1874. Tomo II. Enseñanza elemental, primer grado, 1875.
- Enseñanza práctica de las escuelas de párvulos. (Traducción del francés). Madrid, imprenta de D. A. Vicente, 1851.
- Epítome de los principios de educación y métodos de enseñanza. Madrid, imprenta de D. Gregorio Hernando, año 1881.
- Guía legislativa de primera enseñanza. Madrid, imprenta de D. Gregorio Hernando, 1866.
- Ley y reglamento de Instrucción primaria de 1868, con notas y comentarios. Madrid, imprenta de D. Gregorio Hernando, 1868.
- Lectura en voz alta, ó apunte sobre las reglas y ejercicios para leer bien. Madrid, imprenta de D. Gregorio Hernando, 1865.
- Manual popular de medidas y pesas. Contiene la teoría del sistema métrico y de la numeración decimal y las aplicaciones comunes más importantes. Madrid, imprenta de A. Vicente, 1853.
- Gran cuadro de pesas y medidas métricas y monedas legales (en colaboración con D. Joaquín Avendaño). Última edición. Madrid, imprenta de D. Gregorio Hernando, 1880.
- Nociones elementales de industria y comercio, segunda edición. Madrid, imprenta de D. Victoriano Hernando, 1861.
- La ciencia de la mujer al alcance de los niños (en colaboración con D. J. de A. P.). Última edición. Madrid. Imprenta de D. Gregorio Hernando, 1883.
- Cuadernos de lectura para uso de las escuelas. Cinco cuadernos que forman un método completo. Últimas ediciones, 1883 y 1884. Imprenta de la compañía de impresores y libreros é imprenta de Campuzano, hermanos.
- Primer libro de las escuelas. Pronunciación, escritura y lectura. Madrid, litografía de J. Balduve é imprenta de don Gregorio Hernando, 1880.
- La lectura por la escritura. Nuevo método de escritura y lectura simultáneas, ordenado según los últimos progresos, para las escuelas de niños y de niñas de las repúblicas hispano-americanas. Buenos Aires, imprenta de Manuel Reñé, 1879.
- Aritmética elemental. Primer grado. Cálculo verbal y escrito. Guía del maestro conforme á la Pedagogía práctica. Madrid, imprenta de D. G. Hernando, 1879.
- Idem ejercicios metódicos. Cuadernos I y II. Madrid, imprenta de D. Gregorio Hernando, 1879.
- La Aurora de los niños. Revista mensual ilustrada. (En colaboración con don Joaquín Avendaño). Madrid, imprenta de A. Vicente. Años de 1851, 1852 y 1853.
- Revista de instrucción primaria quincenal (en colaboración con D. Joaquín Avendaño). Madrid, imprenta de A. Vicente, 1849 á 1853.
- Anales de educación. Revista mensual. Madrid, imprenta de Campuzano, 1853 á 1857.
- Anales de la enseñanza. Revista quincenal. Madrid. Imprenta de Gregorio Hernando, 1858 á 1880.